# Neferkare VII
Neferkare VII là vị pharaon thứ ba thuộc vương triều thứ 9 của Ai Cập cổ đại, khoảng năm 2140 TCN (trong thời kỳ Chuyển tiếp thứ nhất), theo như bản danh sách vua Turin thì tên của Neferkare được ghi lại ở mục 4.20.

Neferkare không những không được ghi lại trong bản danh sách vua Abydos hoặc bản danh sách vua Saqqara, mà sự tồn tại của triều đại của ông cũng không thể được chứng thực rõ ràng thông qua các phát hiện khảo cổ học.
Tên praenomen "Neferkare" cho thấy rằng ông đã coi bản thân mình là một người kế vị hợp pháp của vua Pepi II Neferkare thuộc vương triều thứ Sáu, giống như phần lớn các vị vua Memphis khác của vương triều thứ 7 và thứ 8. Trong một số tài liệu ông được gọi là "Neferkare VII" bởi vì ông có khả năng là vị vua thứ 7 mang tên gọi này, mặc dù ngày nay nhiều vị tiên vương của ông được gọi bằng một tên gọi kết hợp giữa tên praenomen và nomen (ví dụ như Neferkare Neby, hoặc Neferkare Pepiseneb).
Mặt khác, vị vua không được chứng thực này của Herakleopolis Magna lại được nhiều học giả đồng nhất một cách tranh cãi với một vị vua tên là Ka-nefer-re, ông ta được đề cập tới trong một dòng chữ khắc không rõ ràng và tách biệt bên trong ngôi mộ của Ankhtifi, vị nomarch ủng hộ phe Herakleopolis của Hieraconpolis và hoàng tử của El-Mo'alla, cách Thebes khoảng 30 km (19 mi) về phía Nam.

Nếu Neferkare và Kaneferre là cùng một vị pharaon, thì quyền lực của ông như được giả định từ dòng chữ khắc của Ankhtifi là đã mở rộng ít nhất là tới Elephantine, Edfu và Hieraconpolis, thủ phủ của ba nomoi đầu tiên thuộc Thượng Ai Cập. Tuy nhiên, dòng chữ khắc này chỉ đơn giản nói rằng "Horus đem tới/đã đem tới (hoặc có thể Horus đem tới) một trận lũ lụt (màu mỡ) cho người con trai Ka-nefer-Re của ngài." Sự không rõ ràng đối với thời của động từ trong dòng chữ khắc này đã dẫn tới sự bất đồng giữa các học giả về việc liệu vị pharaon được nhắc tên đến này đã cai trị vào lúc Ankhtifi đang còn trẻ hay là vào thời điểm của những sự kiện mà ông ta miêu tả.